# 카자흐스탄 해군

문장

카자흐스탄 해군(카자흐스탄 海軍, 카자흐어: Қазақстан Республикасы әскери-теңіз күштері)은 카자흐스탄의 해군이며, 1993년 초대 대통령 누르술탄 나자르바예프에 의해 창설이 논의된 뒤 1996년 8월 17일 창설되었다. 카자흐스탄은 내륙국이지만 카스피해를 접하고 있어 해군의 필요성이 대두되었으며, 카자흐스탄 해군의 주 임무는 카자흐스탄이 점유한 카스피 해 지역을 보호하는 것이다.
2006년 3월 대한민국 해군에 퇴역한 참수리급 고속정 3척을 양도받은 바 있다.